# Chytridiomyceta
Chytridiomyceta — підцарство грибів, що включає три відділи: Chytridiomycota, Monoblepharomycota, Neocallimastigomycota. Таксон запропонований у міжнародною командою науковців під керівництвом естонського міколога Лехо Тедерсоо.